# Вагон промислового транспорту

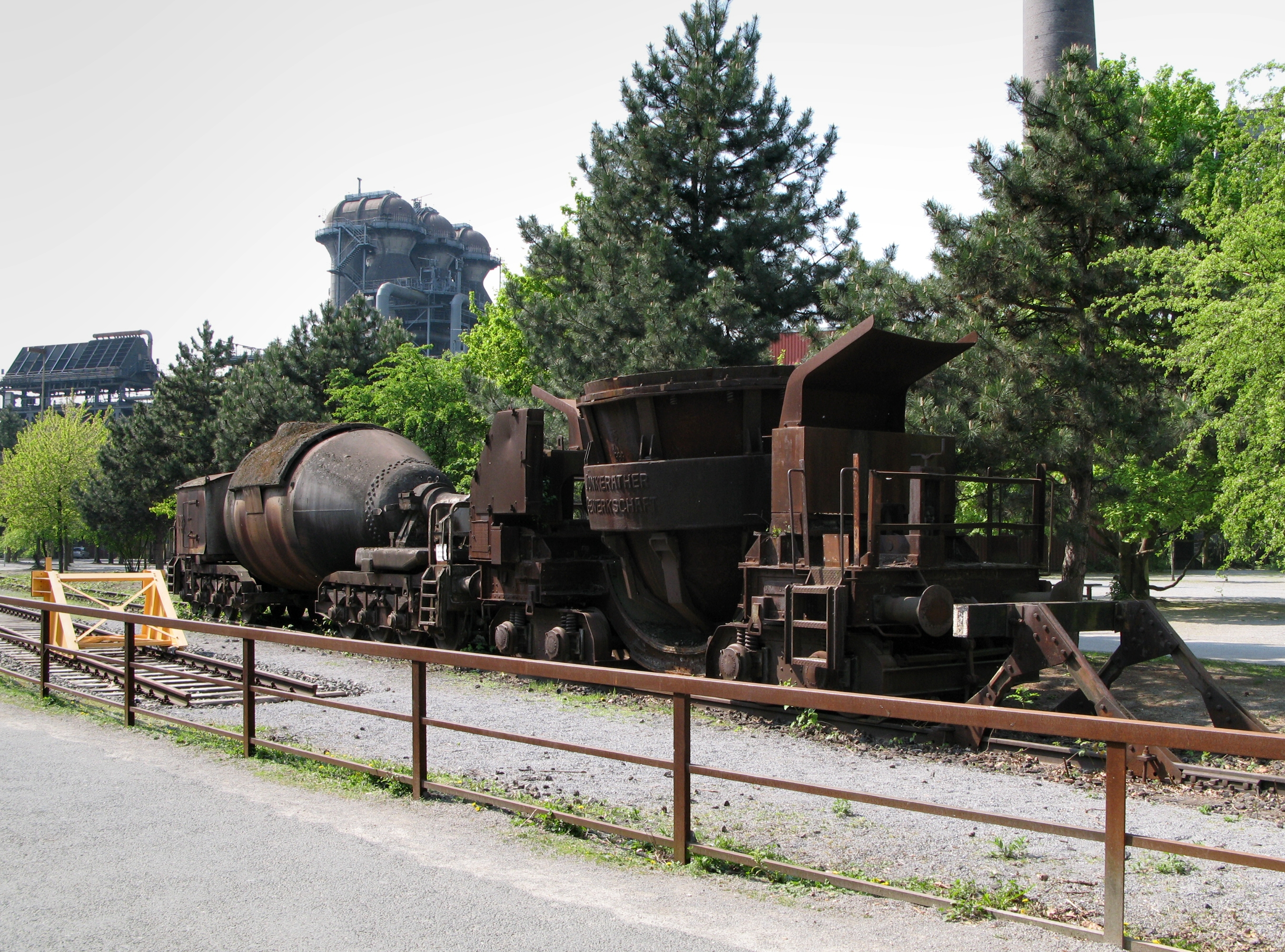
Чавуновоз та шлаковоз

Вагон промислового транспорту — вантажний вагон, призначений для внутрішніх та технологічних перевезень переважно у гірничодобувній, металургійній та хімічній промисловості. Також використовуються в кар'єрах, заводах, фабриках, будівельних майданчиках.